# Miniszew (Kozanki Podleśne)
Miniszew – dawniej samodzielna wieś, obecnie część wsi Kozanki Podleśne w województwie łódzkim, w powiecie łęczyckim, w gminie Świnice Warckie.
W związku z reformą reorganizującą administrację wiejską przeprowadzoną jesienią 1954 Miniszew stał się ośrodkiem administracyjnym gromady Miniszew w powiecie tureckim, w województwie poznańskim, obejmującej wsie Chwalborzyce, Chorzepin, Kozanki Podleśne, Kozanki Wielkie, Pęgów, Zaborów, Domanin i Różniatów-Kolonia
. 1 stycznia 1956 gromada Miniszew weszła w skład nowo utworzonego powiatu poddębickiego w woj. łódzkim.